# 69 Chambers
69 Chambers é uma banda da Suíça, cuja sonoridade resulta de uma mistura de hard rock, metal progressivo e groove metal, havendo ainda grande influência de psicodelismo e grunge. A banda é, muitas vezes, definida como sendo um grupo de post-grunge. O 69 Chambers tem, até o momento, um único álbum lançado, mas já é considerada uma das principais bandas surgidas na Suíça. Uma das principais características da banda é o vocal grandemente influenciado pela música pop de sua vocalista Nina Treml em meio à sonoridade pesada do heavy metal.

## História
A banda 69 Chambers foi fundada em 2001, em Zurique, inicialmente apenas como um passatempo, sem pretensão, por parte de seus integrantes, de viver profissionalmente da música . A banda estabeleceu-se inicialmente como um trio, tendo como integrantes a “frontwoman”, vocalista e guitarrista Nina Treml, a baixista Maddy Madarasz (também atuando como back vocal) e o baterista Diego Rapacchietti,[carece de fontes?] até então o único homem no grupo.
Gradativamente estabeleceu-se a ideia de levar a sério a carreira musical e a banda resolve gravar seu primeiro trabalho, um EP autointitulado. O grupo passou então a apresentar-se em diversas ocasiões em seu país natal, a Suíça. Por fim, em 2009, o 69 Chambers lança, pelo selo alemão SPV, seu primeiro álbum, um trabalho de nome War On The Inside,[carece de fontes?] com tendo treze composições . A capa do álbum, predominantemente em cor negra, trazia a gravura da vocalista Nina Treml nua dentro de uma banheira, deixando à mostra algumas das várias tatuagens que ela tem espalhadas pelo corpo. O álbum foi bem recebido pela crítica e, pouco depois, o 69 Chambers gravou seu primeiro videoclipe oficial, para a música The Day of The Locust. Após o lançamento a banda passou ainda a apresentar-se com mais frequência em outros países como República Tcheca, Holanda, entre outros. Na França o 69 Chambers tocou no famoso festival Hellfest Summer Open Air. Em sua terra natal apresentou-se no festival Open Air Lumnezia.
Em outubro de 2010, na Bélgica, o grupo apresentou-se no famoso festival Metal Female Voices Fest. Como o próprio nome indica, este festival é conhecido por reunir apenas bandas com vocal feminino . Neste festival o 69 Chambers apresentou-se ao lado de bandas como Arch Enemy, Dylath-Leen, Epica, Diabolus In Musica, Visions of Atlantis, Tristania, Leaves' Eyes, entre outras . O grupo apresentou-se ainda no Pentaport Festival, realizado em Incheon, na Coreia do Sul, país onde nasceu a vocalista Nina Treml. Pouco depois a banda tornou-se um quarteto, com a adição de um músico extra, o guitarrista Tommy Vetterli, ex-integrante de bandas como Coroner, Clockwork e Kreator.[carece de fontes?] O próprio Vetterli já havia tido contato anterior com o 69 Chambers, pois fora o produtor do álbum War On The Inside. No início de 2011 o grupo iniciou o processo de gravação de seu segundo álbum.

## Integrantes
- Nina Treml - vocal e guitarra
- Tommy Vetterli - guitarra (ao vivo)
- Maddy Madarasz - baixo
- Diego Rapacchietti - bateria

## Discografia
- War on the Inside (2009)
- Torque (2012)
- Machine (2018)